# NC State Wolfpack football
La squadra di football degli NC State Wolfpack rappresenta l'Università statale della Carolina del Nord. I Wolfpack competono nella Football Bowl Subdivision (FBS) della National Collegiate Athletics Association (NCAA) e nella Atlantic Division dell'Atlantic Coast Conference. Prima di unirsi alla ACC nel 1953, la squadra era membro della Southern Conference. Uno dei membri fondatori della ACC, i Wolfpack hanno vinto sette titoli di conference e partecipato a 34 bowl di fine stagione, vincendone 17.

## Numeri ritirati
| N. | Giocatore     | Ruolo | Anni      | Anno rit. | Note        |
| -- | ------------- | ----- | --------- | --------- | ----------- |
| 17 | Philip Rivers | QB    | 2000–2003 | 2003      | [ 2 ] [ 3 ] |
| 18 | Roman Gabriel | QB    | 1958–1961 | 1962      | [ 2 ] [ 3 ] |
| 23 | Ted Brown     | RB    | 1975–1978 | 1978      | [ 2 ] [ 3 ] |
| 40 | Dick Christy  | RB    | 1954–1957 | 1997      | [ 2 ] [ 3 ] |
| 51 | Jim Ritcher   | OL    | 1976–1979 | 1987      | [ 2 ] [ 3 ] |
| 63 | Bill Yoest    | OL    | 1970–1973 | 2003      | [ 2 ] [ 3 ] |
| 77 | Dennis Byrd   | DE    | 1964–1967 |           | [ 2 ] [ 3 ] |
| 81 | Torry Holt    | WR    | 1995–1998 | 1999      | [ 2 ] [ 3 ] |

## Numeri onorati
Questi numeri di maglia rimangono disponibili. I futuri giocatori che li indosseranno avranno una toppa che ricorda i precedenti giocatori.
| N. | Giocatore      | Ruolo | Anni      |
| -- | -------------- | ----- | --------- |
| 9  | Mario Williams | DE    | 2003–2005 |
| 9  | Bradley Chubb  | DE    | 2014–2017 |
| 16 | Russell Wilson | QB    | 2007–2010 |

## Hall of Famer

### College Football Hall of Fame
Sei ex giocatori di NC State e quattro capi-allenatore sono stati introdotti nella College Football Hall of Fame al 2022.
| Nome          | Ruolo      | Anno |
| ------------- | ---------- | ---- |
| Buck Shaw     | Head Coach | 1972 |
| Jack McDowall | HB         | 1975 |
| Roman Gabriel | QB         | 1989 |
| Jim Ritcher   | C          | 1998 |
| Lou Holtz     | Capo-all.  | 2008 |
| Jim Donnan    | Capo-all.  | 2009 |
| Dennis Byrd   | DT         | 2010 |
| Ted Brown     | RB         | 2013 |
| Torry Holt    | WR         | 2019 |
| Dick Sheridan | Capo-all.  | 2020 |

### Pro Football Hall of Fame
| Nome        | Ruolo     | Anno |
| ----------- | --------- | ---- |
| Bill Cowher | Capo-all. | 2020 |